# James McGregor
James „Jim“ McGregor (* 30. Dezember 1921 in Portland, Oregon; † 31. Juli 2013 in Bellevue, Washington) war ein US-amerikanischer Basketballtrainer und Spieleragent. Nach einer kurzen Karriere als Trainer in seinem Heimatland wurde McGregor Trainer im Ausland, wo er diverse Nationalmannschaften trainierte. Zudem war ein Pionier bei der Vermittlung von US-amerikanischen Spielern als Profis in ausländische Mannschaften.

## Karriere
McGregor begann 1942 ein Studium an der University of Southern California, an der er jedoch keine Aufnahme in die Hochschulmannschaft im Basketball fand. Stattdessen war er als Mittel- und Langstreckenläufer in der Leichtathletik-Mannschaft aktiv, in der er jedoch auch keine besonderen Erfolge feierte. Nach Ableistung des Kriegsdienstes im Zweiten Weltkrieg kehrte er zum Studium an die University of Minnesota zurück, wo er 1946 einen Abschluss erreichen konnte und anschließend in seiner Heimat Portland als Sportlehrer für Basketball und Leichtathletik an einer Highschool arbeitete. 1951 bekam er ein Angebot, als Trainer der Hochschulmannschaft am Whitworth College in Spokane zu arbeiten. In den folgenden Monaten war er mit der Mannschaft sehr erfolgreich, überwarf sich jedoch mit der Hochschulleitung wegen seiner Rekrutierungsmethoden, die nach dessen Auffassung die akademischen Standards der Hochschule unterliefen. Einen Tag, nachdem McGregor seinen Job als Trainer verlor, wurde er von der lokalen Sportpresse in Spokane als Trainer des Jahres ausgezeichnet.
Nachdem McGregor im Anschluss an seine Entlassung als Hochschultrainer zunächst in der Reisevermittlung einer Fluggesellschaft gearbeitet hatte, wurde er 1954 zum Nationaltrainer der italienischen Herrenauswahl berufen, die er zwei Jahre lang trainierte. Bei der EM-Endrunde 1955 belegte man als beste westeuropäische Mannschaft einen sechsten Platz, konnte sich aber nicht für die Olympischen Spiele 1956 qualifizieren. Nach einer kurzen Tätigkeit für den griechischen Verband war McGregor auch in Afrika als Basketballlehrer tätig. 1958 arbeitete er als Basketballlehrer in Schweden, bevor er 1959 Trainer der österreichischen Nationalmannschaft wurde. Während dieser Tätigkeit wurde Magenkrebs bei McGregor festgestellt, der jedoch nach vier Operationen erfolgreich behandelt werden konnte. Nach seiner Genesung arbeitete er unter anderem 1960 in der Türkei, bevor er 1961 eine Tätigkeit als Trainer in Peru übernahm. Nachdem McGregor zuvor insbesondere ausländische Spieler als Studenten unter anderem an die Gonzaga University in Spokane vermittelt hatte, wurde er nun zunehmend als Spielervermittler für US-amerikanische Absolventen tätig. So stellte er Mannschaften zusammen, die er vor allem in Europa spielen ließ und sie dort als Profis an Vereine vermittelte. Mitte der 1960er Jahre arbeitete er noch einmal als Trainer in seinem Heimatland, wo er die Hochschulmannschaft Aggies der New Mexico State University in der NCAA jedoch wenig erfolgreich trainierte. Später war McGregor vor allem für italienische Vereinsmannschaften tätig. Unter anderem nahm er mit Nuova Pallacanestro Gorizia 1978/79 am Korać-Cup teil. Außerdem trainierte er die kolumbianische Nationalmannschaft, die jedoch als Gastgeber der Weltmeisterschaft 1982 alle sechs Finalrundenspiele verlor und bei ihrer ersten Endrundenteilnahme den siebten Platz belegte.